# Carlos Claverie
Carlos Claverie, född 19 september 1996, är en venezuelansk simmare.
Claverie tävlade för Venezuela vid olympiska sommarspelen 2016 i Rio de Janeiro, där han blev utslagen i försöksheatet på 100 meter bröstsim.